# Palto (Piura)
Palto es una localidad peruana ubicada en el distrito de Sapillica, perteneciente a la provincia de Ayabaca del departamento de Piura, al norte del Perú. 

## Ubicación
Palto se ubica al oeste de la provincia de Ayabaca, en el distrito de Sapillica, en el departamento de Piura.

## Demografía
En 2017 Palto tenía una población de 50 habitantes.
| Gráfica de evolución demográfica de Palto entre 1993 y 2017 |
|                                                             |
| Fuentes: Población 1993 y 2017                              |